# Kraftwerk Hugschwendi
Das Kraftwerk Hugschwendi ist ein Speicherkraftwerk auf der Stöckalp am Ende des Melchtals und wurde 1957 in Betrieb genommen. Es nutzt das Wasser des Einzugsgebietes der Melchsee-Frutt, das in den beiden Stauseen Tannensee und Melchsee gespeichert wird. Das Kraftwerk wird vom Elektrizitätswerk Obwalden (EWO) betrieben.
Die Anlage arbeitet mit zwei Pelton-Turbinen mit einer Abgabeleistung von je 7 MW und hat ein Bruttogefälle von 830 m. Die Jahresproduktion beträgt ca. 35 GWh.
Das Kraftwerk wurde ab 1955 errichtet. Zuvor wurde das Wasser des Melchsees von der Turbinenanlage Stäubiloch genutzt.